# 大杨桃螺
大杨桃螺（学名：Harpa major），是新腹足目杨桃螺科杨桃螺属的一种。主要分布于马来西亚、印度尼西亚、台湾，常栖息在浅海、沿岸。

## 同种异名
- Harpa conoidalis Lamarck, 1822
- Harpa kawamurai Habe, 1970
- Harpa ligata Menke, 1828
- Harpa major major Röding, 1798· 接受名，另一种表现方式
- Harpa ventricosa Lamarck, 1801